# Cabinet de Nouvelle-Zélande

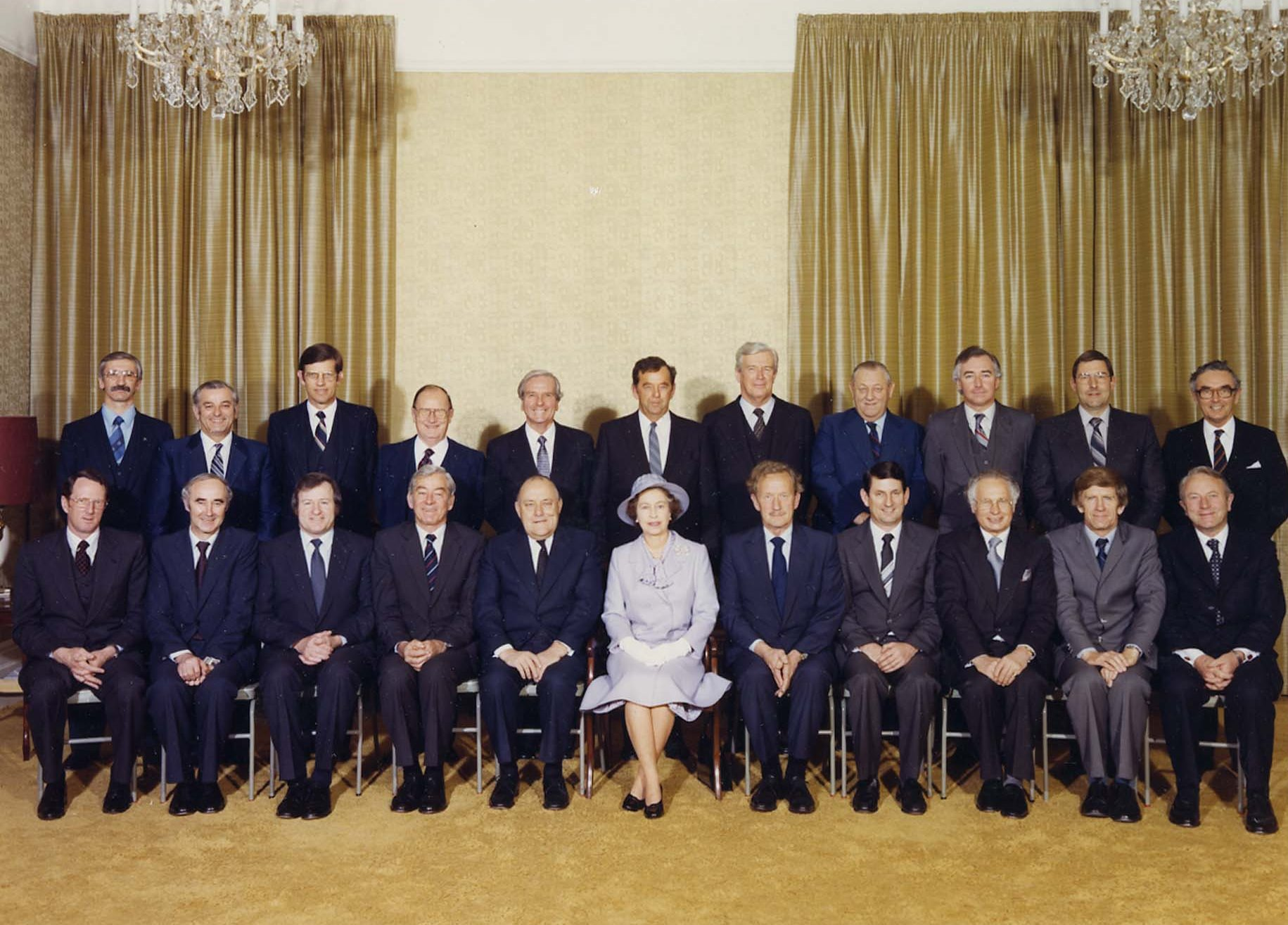
Le cabinet en 1981, réuni autour de la reine Élisabeth II.

Le cabinet de Nouvelle-Zélande aussi appelé Gouvernement de Sa Majesté pour la Nouvelle-Zélande est l'organe exécutif du gouvernement néo-zélandais. Il est responsable de la politique en Nouvelle-Zélande et est constitué du Premier ministre et des autres ministres les plus importants. Il s'inspire, dans ses fonctions et sa composition, du cabinet britannique ; le gouvernement néo-zélandais est en effet fondé sur le système de Westminster.

## Cabinet actuel
Le cabinet Luxon est formé à la suite des élections législatives de 2023 ; il s'agit d'une coalition articulée autour du Parti national, de Nouvelle-Zélande d'abord et de l'ACT New Zealand.

## Anciens cabinets

### Cabinet KeyI(2008-2011)
Le cabinet Key I est établi à la suite des élections législatives de 2008, qui amènent à la formation d'un gouvernement par le Parti national. Ce gouvernement dispose, par accord, de la confiance du Parti māori, de l'ACT et du parti United Future, qui disposent ensemble de quatre ministères mais sans siéger de droit au Cabinet.
Ministres membres du cabinet
| Ministre | Ministre              | Ministère                                                                             | Parti    |
| -------- | --------------------- | ------------------------------------------------------------------------------------- | -------- |
|          | John Key              | Premier ministre ; Tourisme                                                           | National |
|          | Bill English          | Vice-Premier ministre ; Finances ; Infrastructures                                    | National |
|          | Gerry Brownlee        | Réponses au séisme du Canterbury ; Développement économique ; Énergies et ressources  | National |
|          | Simon Power           | Justice ; Commerce ; Consommateurs                                                    | National |
|          | Tony Ryall            | Santé ; Entreprises publiques ; Services publics                                      | National |
|          | Dr Nick Smith         | Environnement ; Changement climatique ; Accident Compensation Corporation             | National |
|          | Judith Collins        | Police ; Affaires pénales ; Vétérans                                                  | National |
|          | Anne Tolley           | Éducation                                                                             | National |
|          | Christopher Finlayson | Procureur général ; Négociations relatives au Traité de Waitangi ; Arts et culture    | National |
|          | David Carter          | Agriculture ; Biosécurité ; Sylvieculture                                             | National |
|          | Murray McCully        | Affaires étrangères ; Sports et divertissements                                       | National |
|          | Tim Groser            | Relations commerciales                                                                | National |
|          | Dr Wayne Mapp         | Défense ; Sciences et innovation                                                      | National |
|          | Steven Joyce          | Transports ; Communications et Technologies de l'information ; Enseignement supérieur | National |
|          | Georgina te Heuheu    | Tribunaux ; Affaires des Insulaires du Pacifique ; Désarmement et contrôle des armes  | National |
|          | Paula Bennett         | Développement social et emploi ; Jeunesse                                             | National |
|          | Phil Heatley          | Pêcheries et aquaculture ; Logement                                                   | National |
|          | Jonathan Colemen      | Immigration ; Télédiffusion                                                           | National |
|          | Kate Wilkinson        | Conservation de la nature ; Travail ; Sécurité alimentaire                            | National |
|          | Hekia Parata          | Minorités ethniques ; Femmes                                                          | National |

Ministres ne siégeant pas de droit au cabinet
| Ministre | Ministre           | Ministère                                                                | Parti         |
| -------- | ------------------ | ------------------------------------------------------------------------ | ------------- |
|          | Maurice Williamson | Construction immobilière ; Douanes ; Information foncière ; Statistiques | National      |
|          | Nathan Guy         | Intérieur                                                                | National      |
|          | Craig Foss         | Défense civile ; Personnes âgées ; Courses (hippiques et de lévriers)    | National      |
|          | Rodney Hide        | Autorités locales ; Réforme de la réglementation                         | ACT           |
|          | Dr Pita Sharples   | Affaires maori                                                           | Maori         |
|          | Tariana Turia      | Communautés et secteur volontaire                                        | Maori         |
|          | Peter Dunne        | Revenus                                                                  | United Future |